# Sonibius lindrothi
Sonibius lindrothi är en mångfotingart som först beskrevs av Palmén 1954.  Sonibius lindrothi ingår i släktet Sonibius och familjen stenkrypare. Inga underarter finns listade i Catalogue of Life.